# Shaïn Boumedine
Shaïn Boumedine est un acteur français né le 25 mars 1996 à Montpellier.

## Carrière
Adolescent, en 2014, Shaïn Boumedine postule pour un rôle dans une série qui doit se tourner dans sa région, mais n'est pas retenu. Deux ans plus tard, sa fiche atterrit entre les mains de la directrice de casting d'Abdellatif Kechiche, à la recherche de comédiens débutants. Il fait des essais et est retenu en définitive pour le rôle principal masculin d'un nouveau long métrage du cinéaste. Le film est présenté en compétition officielle lors du 74e Festival de Venise, et Shaïn Boumedine est primé l'année suivante, lors du Festival du film de Cabourg. C'est le début de son parcours comme comédien.
Deux ans plus tard est présenté la suite, Mektoub, My Love: intermezzo, lors du 72e Festival de Cannes, en 2019, en compétition officielle. En septembre 2019 est diffusée la série canal plus Les Sauvages. Il y joue un des frères Nerrouche, au côté de Sofiane Zermani et Dali Benssalah. 
En 2020 il tourne dans le film L'Été nucléaire de Gaël Lépingle. Le film sera présenté en 2021 au 10e Champs-Élysées Film Festival. 
En 2022 il joue dans le film Placés de Nessim Chikhaoui. La même année sort également Pour la France, qui revient sur l'Affaire Jallal Hami. 
En 2024 sort le film Pas de vagues, présenté en avant première au Tournai Ramdam Festival. Il y joue le compagnon du personnage joué par François Civil. 
En 2025 sort Mektoub, My Love: canto due d'Abdellatif Kechiche au cinéma. Le film est présenté en compétition officielle au Festival international du film de Locarno 2025.

### Juré dans les festivals
- En 2019 il est membre du jury des courts-métrages du 33e Festival du film de Cabourg[7], présidé par Rebecca Zlotowski.
- En 2019 toujours, lors du 41e Festival du cinéma méditerranéen de Montpellier[8], il est membre du jury des longs-métrages, présidé par Julie Bertuccelli.
- En 2023 il est membre du jury des longs-métrages présidé par Mélanie Doutey[9] lors du 38e Festival international du film francophone de Namur.

## Filmographie

### Cinéma
Longs-métrages
- 2017 : Mektoub, My Love: canto uno d'Abdellatif Kechiche[1] : Amin
- 2019 : Mektoub, My Love: intermezzo d'Abdellatif Kechiche : Amin
- 2020 : L'Été nucléaire de Gaël Lépingle : Victor
- 2022 : Placés de Nessim Chikhaoui : Elias[10]
- 2022 : Pour la France de Rachid Hami : Aïssa Saïdi
- 2024 : Pas de vagues de Teddy Lussi-Modeste : Walid
- 2025 : Mektoub, My Love: canto due d'Abdellatif Kechiche : Amin

Courts-métrages
- 2020 : Petite princesse (court métrage) d'Eric Forestier : Lamine
- 2023 : It's Gonna Be Okay (court métrage) de Thibaut Buccellato : le garçon dans la voiture

### Télévision
- 2019 : Les Sauvages (série télévisée) de Rebecca Zlotowski : Slim Nerrouche

## Récompenses
- Prix Premier rendez-vous (acteur), Festival du film de Cabourg 2018 pour son rôle dans Mektoub my love : canto uno[11]

## Nominations
- Retenu parmi les 34 espoirs en lice pour les nominations aux César 2019, mais non nommé[12].